# Bugatti Tipo 57
La Tipo 57 era un'autovettura di lusso prodotta tra il 1934 ed il 1940 dalla Casa francese Bugatti.

## Profilo e storia

### Nascita del modello
Il progetto relativo al modello erede della Tipo 49, a sua volta presente nel catalogo Bugatti da tre anni, venne avviato all'inizio del 1932. Per dare man forte ad un progetto ambizioso, ma che di fatto richiedeva cautela per non esagerare con i costi di produzione in un periodo assai nero a livello globale dal punto di vista finanziario, Ettore Bugatti assunse l'ingegner Noël Domboy, che di fatto entrò ufficialmente in forza alla Bugatti nel maggio del 1932, quando il progetto era stato già avviato. La stessa casa di Molsheim stava attraversando un periodo particolare a causa del progressivo disinteresse di Ettore Bugatti nei confronti della produzione automobilistica e più in generale della gestione della sua azienda, tant'è vero che stava lentamente lasciando le redini della Bugatti al figlio Jean, a quel punto assai più determinato ed appassionato. E fu proprio Jean che affidò a Domboy una lunga lista di compiti da svolgere nell'ambito del progetto che avrebbe portato alla realizzazione della Tipo 57, in particolar modo per quanto riguardava il design della nuova vettura (va ricordato che Jean Bugatti impresse fin dal suo arrivo nell'azienda del padre una particolare impronta stilistica alle carrozzerie realizzate "in casa" e che pertanto il design automobilistico fu la sua vocazione principale), anche se alla fine, com'era d'uso in quell'epoca, il cliente avrebbe potuto scegliere di farsi carrozzare il telaio presso una carrozzeria esterna, circostanza che di fatto si verificò spesso. Presentata per la prima volta al Salone di Parigi nell'ottobre del 1933, la Tipo 57 entrò ufficialmente in listino all'inizio dell'anno seguente. 

#### Design e stile

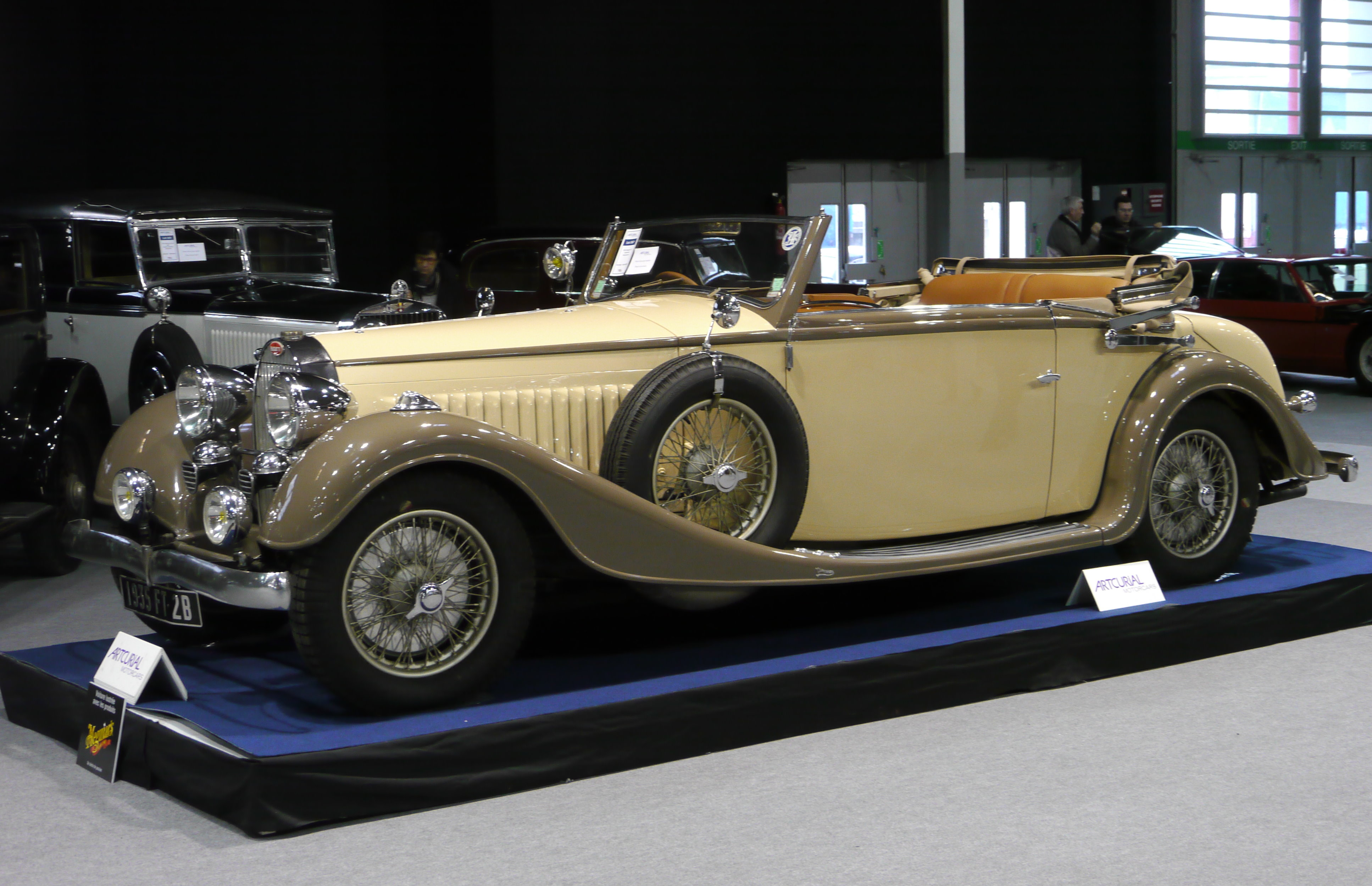
Una cabriolet del 1935 carrozzata da Vanvooren

La vettura nacque su un nuovo telaio, che ben presto, dopo pochissimo tempo dal debutto della Type 57, cominciò ad essere impiegato anche in campo agonistico, anche se senza molto successo. Questo telaio fu concepito da Jean Bugatti e dal suo staff per risultare più basso rispetto alla concorrenza nonostante fosse separato dalla scocca. Ciò avrebbe influenzato anche i carrozzieri esterni chiamati a "vestire" i telai della Tipo 57, carrozzieri che in quasi tutti i casi realizzarono vetture dalle linee sportiveggianti o comunque sempre eleganti e filanti. Comune a tutte le varianti di carrozzeria previste al debutto era il radiatore cromato a ferro di cavallo piatto (in altre forme di carrozzeria successive verrà montato un radiatore ovale a spartivento disegnato sempre da Domboy). Tale radiatore era caratterizzato dal fatto di non mostrare più in bella vista il pannello a nido d'ape, che invece risulta coperto da una serie di listelli verticali cromati che donavano maggior eleganza alla vista frontale. Ai lati del cofano motore correvano due file di feritoie verticali di raffreddamento, una fila per ogni lato. La Tipo 57 fu inizialmente proposta dalla casa di Molsheim in più di una variante di carrozzeria, spesso con verniciature bicolore e disegni "a onda" ideati dallo stesso Jean Bugatti già alcuni anni prima in alcuni modelli precedenti. Le carrozzerie proposte fin da subito dalla Bugatti per la sua Tipo 57 furono le seguenti:
- Galibier[4]: berlina a 4 porte senza montante centrale;
- Ventoux[5]: coupé a quattro luci;
- Stelvio[2]: cabriolet proposta regolarmente dalla Bugatti ma disegnata dalla Gangloff, una carrozzeria svizzera con sede a Holligen, un sobborgo di Berna.

Di seguito vengono descritte brevemente le tre varianti di carrozzeria previste per la Tipo 57 al suo debutto, ognuna con una sua denominazione riferita ad un passo montano.

##### Galibier
La Galibier, unica berlina ufficialmente inserita dalla casa di Molsheim nella gamma della Tipo 57, è stata anche l'ultima berlina prodotta dalla stessa casa francese: in seguito, anche nelle successive gestioni del marchio Bugatti (Artioli e Gruppo VAG), non verrà più prodotta nessuna berlina, se si escludono alcuni prototipi, come la EB112 o la concept che proprio dalla Galibier prese il nome. La Galibier del 1934 era caratterizzata dall'assenza del montante centrale e dall'apertura "ad armadio" delle portiere. Tra l'altro quelle posteriori erano apribili solo dall'interno. Nonostante la linea meno sportiva rispetto alle altre varianti di carrozzeria, la Tipo 57 Galibier manteneva sempre forme arrotondate visibili nel padiglione arcuato e ben raccordato con la parte posteriore e nel disegno avvolgente dei parafanghi. A ciò si aggiungevano anche altre soluzioni come il parabrezza piuttosto inclinato. 

##### Ventoux
La coupé Ventoux, indicata dal alcune fonti anche come berlina a 2 porte, fu un'altra delle tre carrozzerie proposte dalla casa di Molsheim. Nella Ventoux la linea viene percepita come più filante rispetto alla Galibier per via del suo abitacolo più corto che fa balzare maggiormente all'occhio la lunghezza del cofano motore. Tale percezione viene inoltre accentuata dal contrasto fra il parabrezza inclinato e il lunotto verticale, entrambi raccordati fra loro dal morbido disegno del padiglione. A richiesta del cliente, il tetto poteva poi essere dotato di un tetto apribile, anche se tale accessorio non fu particolarmente richiesto, ragion per cui oggigiorno una Tipo 57 Ventoux con tetto apribile è particolarmente rara. Un altro optional era la carenatura dei passaruota posteriori, che in questo caso trovò maggiori riscontri presso la facoltosa clientela. Quanto al disegno della coda, essa poteva variare, sempre in base alle scelte del cliente: in genere si potevano avere una coda leggermente più "squadrata", anche se caratterizzata da spigoli assai arrotondati, oppure più dolcemente raccordata, anche se le possibilità potevano essere molte di più. 

##### Stelvio
La Stelvio, ossia la variante cabriolet, fu l'unica delle tre carrozzerie proposte dalla casa di Molsheim per la sua Tipo 57 a non essere stata disegnata direttamente nel quartier generale della Bugatti, ma presso una carrozzeria esterna, vale a dire la Gangloff, con la quale la Bugatti stessa aveva stretto in quegli anni un rapporto di collaborazione e che in seguito avrebbe "sfornato" alcune sue interpretazioni sul tema della Tipo 57. La Stelvio era basata sulla coupé Ventoux, di riprese in sostanza buona parte della carrozzeria dalla linea di cintura in giù, comprese le eventuali variazioni commissionate dal cliente, coma il disegno della coda, la posizione dei proiettori anteriori e la presenza o meno delle carenature per i passaruota posteriori. In ogni caso la capote era ripiegabile manualmente in un'epoca in cui alcuni rari costruttori stavano cominciando a sperimentare la capote ad azionamento elettrico o elettroidraulico.

#### Struttura, meccanica e motori

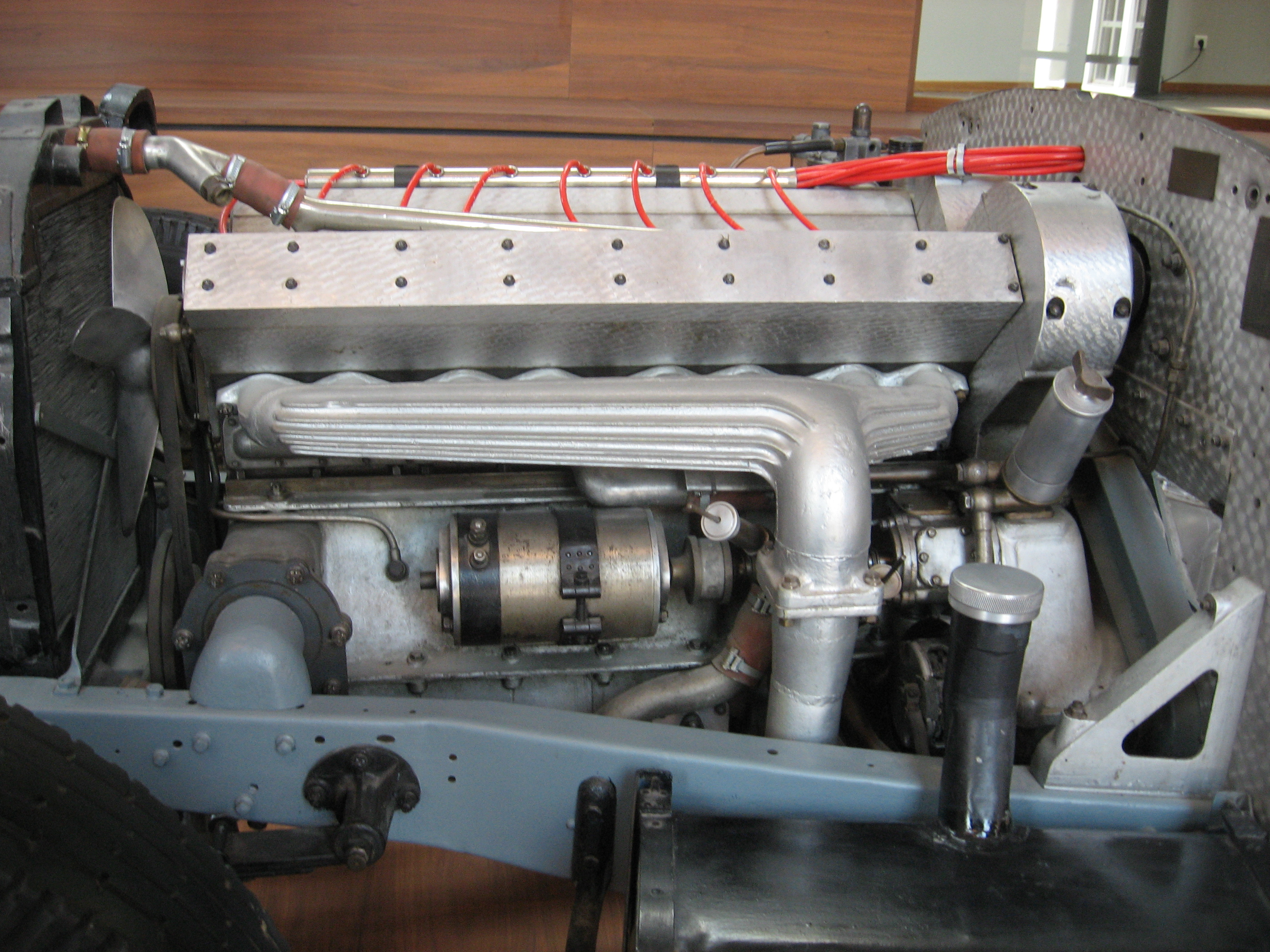
Il motore della Bugatti Tipo 57

Tecnicamente, la Tipo 57 era caratterizzata da una configurazione strutturale di tipo tradizionale, ossia a telaio separato con longheroni e traverse in acciaio. Lo schema meccanico era de tipo a motore anteriore longitudinale con trazione posteriore. E proprio il motore andava a costituire parte integrante del telaio, conferendo a quest'ultimo una maggior rigidità e più in generale una maggior stabilità della vettura alle alte velocità. La scocca era invece realizzata in acciaio con pannelli in legno. Per quanto riguarda il comparto sospensioni, i progettisti avevano inizialmente realizzato un avantreno a ruote indipendenti appositamente per tale vettura che anche sul piano tecnico avrebbe dovuto proporre contenuti moderni per quegli anni. Invece, all'ultimo momento, Ettore Bugatti decise di non voler montare quell'avantreno, optando invece per una meno moderna soluzione ad assale rigido, una soluzione che di fatto strideva con i restanti contenuti tecnici e stilistici della vettura. Il retrotreno prevedeva invece un assale rigido con giunto sferico centrale, mentre per entrambi gli assi erano previste molle a balestra (semiellittiche sull'asse anteriore e quarto-ellittiche sull'asse posteriore) ed ammortizzatori idraulici telescopici. L'impianto frenante della Tipo 57 prevedeva tamburi sulle quattro ruote con azionamento a cavo.
Per quanto riguarda il motore, esso era un 8 cilindri in linea basato sull'unità già impiegata a suo tempo sotto il cofano della Tipo 49, ma riprendeva alcune soluzioni d'avanguardia come la distribuzione a doppio asse a camme in testa, una soluzione che proprio in quello stesso periodo veniva utilizzata anche nella Tipo 59 da competizione. A questo slancio ingegneristico fece da contraltare la soluzione del motore a testa fissa, ormai non più molto diffusa neanche in quegli anni, anche se le ultime applicazioni si sarebbero avute addirittura nei trent'anni successivi. Questa testata era a due valvole per cilindro, pertanto anche qui si assisteva ad un passo indietro nell'evoluzione tecnologica dei motori Bugatti. Il motore della Tipo 59 aveva una cilindrata di 3257 cm3 data dalle misure di alesaggio e corsa pari a 72 x 100 mm. Questo motore, alimentato a carburatore Stromberg, erogava una potenza massima di 135 CV e consentiva alla vettura di raggiungere una velocità massima di 160 km/h, accelerando da 0 a 100 km/h in 12". Per la prima volta in un Bugatti, al motore era direttamente collegato il cambio manuale a 4 marce, con prima non sincronizzata. Esso veniva poi interfacciato al retrotreno attraverso due alberi di trasmissione collegati fra loro mediante un giunto cardanico. Il cambio della Tipo 57 non brillò molto per affidabilità, per questo la maggior parte degli esemplari venne ordinata o equipaggiata in un secondo momento con un cambio elettromagnetico Cotal.

### Evoluzione

#### Prima serie
La Tipo 57 così com'è stata descritta sinora costituiva la prima delle tre serie in cui la produzione si era articolata durante la seconda metà degli anni '30. Durante i suoi quasi tre anni di carriera commerciale, la prima serie della Tipo 57 conobbe alcuni aggiornamenti, più che altro a livello di gamma. Risale al mese di aprile del 1935 il debutto della quarta variante di carrozzeria, denominata Atalante, versione di punta di una gamma già riservata di per sé ad una clientela ristretta. Durante lo stesso anno, vennero approntati alcuni esemplari destinati alle competizioni, in particolare al Tourist Trophy, a cui parteciparono due Tipo 57 T con buoni risultati. Nel mese di ottobre al Salone di Parigi venne presentata la Coupé Aérolithe, in pratica una concept car (sebbene gli storici dell'automobile considerino universalmente l'americana Buick Y-Job come prima concept car della storia) che prefigurava la futura Tipo 57 S Atlantic.

##### Tipo 57 Atalante
La Tipo 57 Atalante è uno dei modelli più iconici nella gamma della Tipo 57 e più in generale, anche dell'intera produzione automobilistica Bugatti. Questa coupé a due posti venne presentata al Salone di Parigi del 1935 assieme al prototipo Aérolithe. Proprio da quest'ultimo prototipo vennero ripresi alcuni temi stilistici da applicare nella Atalante, per esempio il piccolo padiglione arcuato, i finestrini laterali a forma vagamente semicircolare, il parabrezza assai inclinato, la linea di cintura protesa all'indietro e un aspetto generale molto scattante, ma nello stesso tempo assai elegante. A differenza della Aérolithe, però, la Atalante era provvista di una parte posteriore molto pronunciata, una vera e propria "coda" dal profilo arcuato, mentre il prototipo Aérolithe aveva una parte posteriore non sporgente e molto tondeggiante che sarebbe stata ripresa un anno dopo con il lancio della Atlantic. La Atalante fu inizialmente prevista solo in abbinamento con il telaio standard e quindi con il motore da 135 CV. Solo a partire dal 1936 venne reso disponibile anche il telaio ribassato con motore da 175 CV e prestazioni superiori. Il nome Atalante, che non va confuso quello della Atlantic, si rifaceva alla figura mitologica omonima, cacciatrice agile, veloce e affascinante. Questo tipo di carrozzeria, il quarto ad essere proposto dalla casa di Molsheim nel suo catalogo, fu reso disponibile per le prime due serie, ma vi sono anche alcuni esemplari ai quali il proprietario ha fatto montare in un secondo momento elementi di carrozzeria propri della terza serie, in particolar modo nel frontale.

##### Tipo 57 T
La Tipo 57 T era la prima Tipo 57 pensata per le competizioni: ne vennero prodotti solo due esemplari, entrambi caratterizzati dalla livrea blu chiaro, cioè il colore delle auto francesi da competizione, ed entrambi dotati di parafanghi di tipo motociclistico. Sul piano tecnico, la Tipo 57 T non si discostava di molto dalle altre Tipo 57 prodotte. Si ritrovano quindi le stesse soluzioni a livello di meccanica telaistica e il motore da 3,3 litri che si differenziava da quello delle Tipo 57 di normale produzione per la potenza massima portata a 160 CV. Il 7 settembre 1935 la Tipo 57 T di Earl Howe si classificò al terzo posto al Tourist Trophy automobilistico dell'Ulster. Nella primavera del 1937, Pierre Levegh acquistò da Howe la vettura e il 15 maggio conquistò nuovamente il terzo posto al Grand Prix des Frontières svoltosi a Chimay, in Belgio.

#### Seconda serie
Alla fine del 1936 venne introdotta la seconda serie della Tipo 57, che si differenziava dalla prima essenzialmente per aggiornamenti tecnici. Innanzitutto a livello di telaio, il motore venne montato su supporti elastici per diminuire le vibrazioni ed aumentare così il livello di comfort. In questo modo il motore non andò più a far parte integrante del telaio, per cui quest'ultimo venne rinforzato con traverse aggiuntive in acciaio. Inoltre vennero montati un nuovo collettore di scarico e nuovi ammortizzatori. All'interno dell'abitacolo venne montato un nuovo cruscotto, mentre esternamente la seconda serie si distingueva per le feritoie ai lati del cofano motore, che non furono più su una sola fila, ma su tre file per ogni lato del cofano. Vennero apportati anche altri aggiornamenti alle linee generali delle carrozzerie Galibier, Ventoux, Stelvio e Atalante. Tra questi aggiornamenti va senz'altro segnalato l'abbassamento dei proiettori anteriori, non più sorretti da uno stelo, ma fissati direttamente sui parafanghi. La novità più rilevante fu comunque il fatto che la gamma si sdoppiò in due versioni: la Tipo 57 normale e Tipo 57 S. 

##### Tipo 57 S

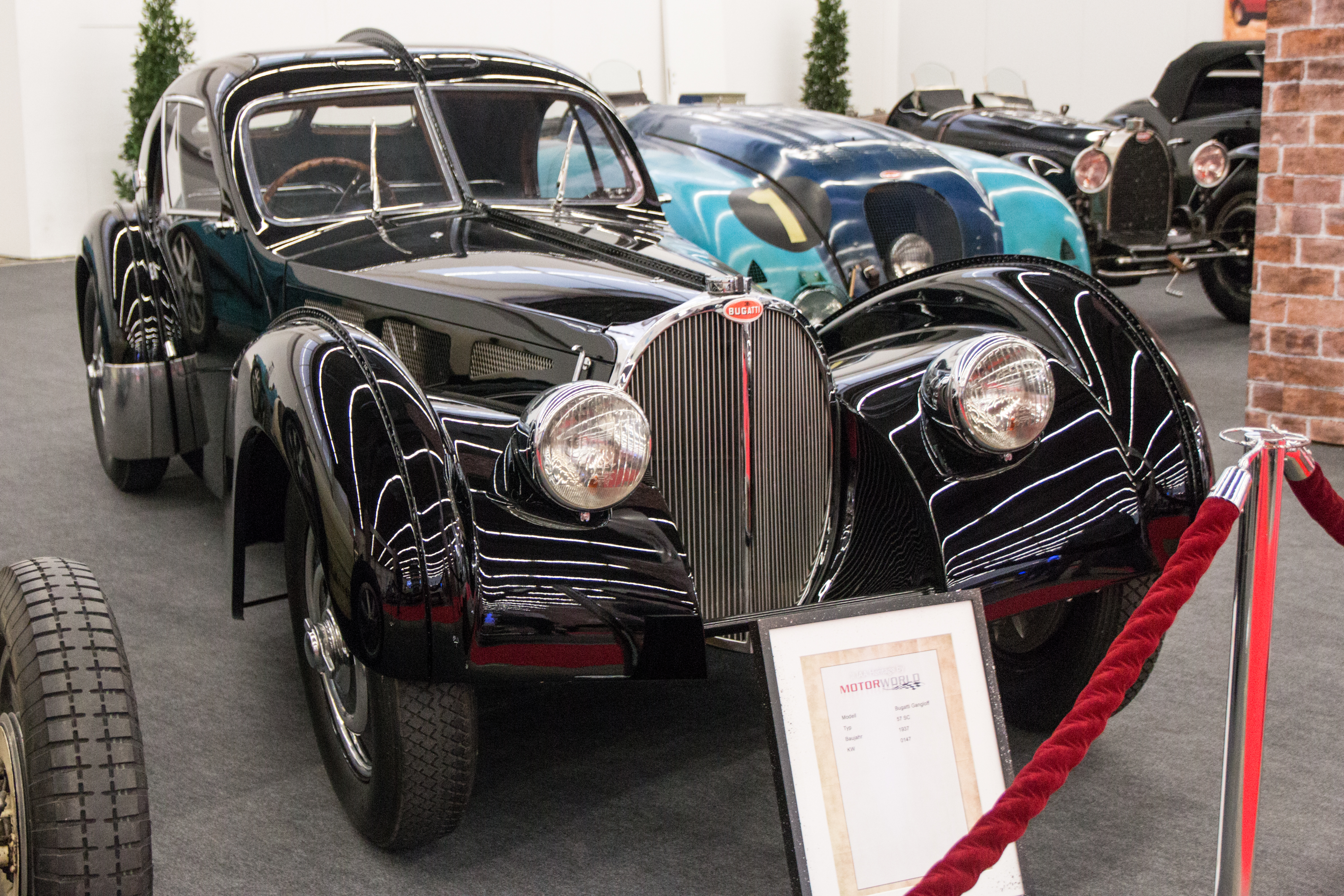
Una Tipo 57 S di Gangloff

Quest'ultima versione utilizzava un telaio ribassato mediante una profonda rivisitazione dell'assetto. Tale telaio, oltre che per la sua minore altezza da terra, si distingueva dal telaio normale anche per la sensibile riduzione del passo, accorciato di ben 32 cm. Quest'ultima versione funse tra l'altro da base per la più esclusiva e di gran lunga più costosa Tipo 57 mai realizzata: la Tipo 57 S Coupé Atlantic. 

La Tipo 57 S era equipaggiata con lo stesso motore da 3,3 litri della prima serie e della seconda serie non ribassata, ma con rivisitazioni consistenti che portarono la potenza massima a ben 175 CV. Oltre a ciò, il motore usufruì anche della lubrificazione a carter secco per permettere l'abbassamento del baricentro. In questo modo il motore stesso poté essere montato in posizione più ribassata, ad una minore altezza da terra, avendo quindi come conseguenza la possibilità di essere ospitato all'interno di un cofano motore più basso e dunque con miglior penetrazione aerodinamica. Quest'ultimo aspetto venne poi ulteriormente incrementato grazie all'utilizzo di un nuovo radiatore ovale, già citato in precedenza e dal disegno a spartivento. Fra il 1936 ed il 1938, anno in cui la seconda serie cessò la sua produzione, la Tipo 57 S venne prodotta in circa 60 esemplari.

##### Tipo 57 G "Tank"

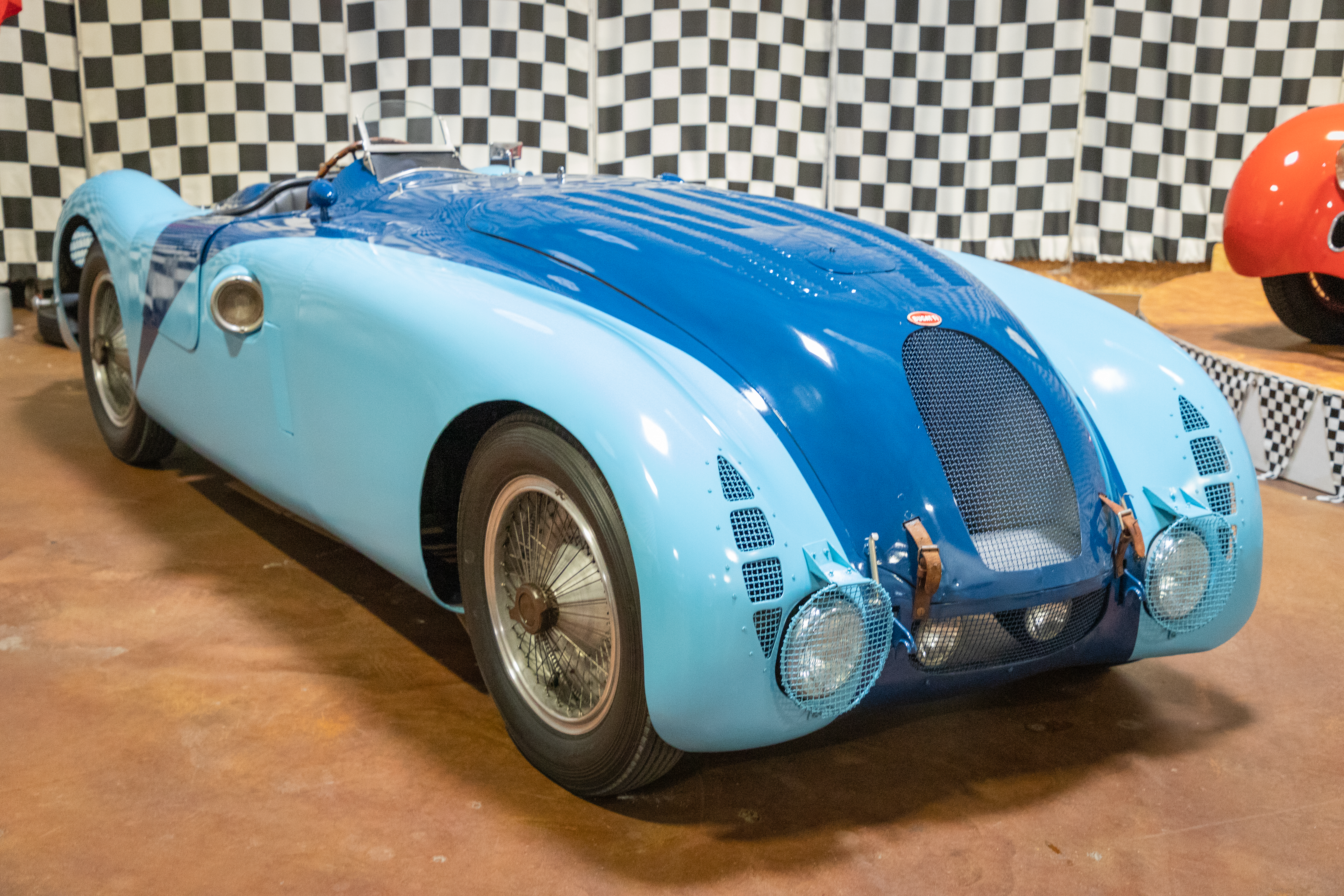
La Tipo 57 G vincitrice alla 24 Ore di Le Mans del 1937

Prodotta fra il 1936 e il 1937 in soli 3 esemplari, la Tipo G "Tank" fu una vettura da competizione caratterizzata da un corpo vettura assai profilato per ottimizzare la penetrazione aerodinamica in vista del tipo di competizioni a cui sarebbe stata chiamata, vale a dire le gare di durata. Proprio questo tipo di carrozzeria valse alla vettura l'appellativo di "Tank", in memoria della Tipo 32 "Tank" di quasi 15 anni prima, sebbene nel caso della Tipo 57 G si trattasse di una carrozzeria dalle linee più morbide ed armoniose, anche in sintonia con i livelli raggiunti dalla ricerca aerodinamica di quegli anni. Dal punto di vista motoristico, la Tipo 57 G montava una versione sovralimentata mediante compressore volumetrico Roots del già noto 8 cilindri da 3,3 litri. In questa sua nuova configurazione, tale motore erogava una potenza massima di 200 CV, consentendo alla vettura di raggiungere punte velocistiche intorno ai 225 km/h. Con tali caratteristiche, la Tipo 57 G riuscì ad imporsi in manifestazioni di prestigio, come il Gran Premio della Marna del 1936, vinto da Jean-Pierre Wimille, il Gran Premio di Francia sul circuito di Montlhéry (con Jean-Pierre Wimille e Raymond Sommer al volante) ed infine persino la 24 Ore di Le Mans nelle due edizioni del 1937 (con Jean-Pierre Wimille e Robert Benoist al volante) e del 1939 (Wimille-Veyron).

##### Tipo 57 C ed SC
Alla fine del 1937, le Tipo 57 e 57 S vennero proposte anche con sovralimentazione mediante compressore volumetrico, dando così luogo rispettivamente alla Tipo 57 C e alla Tipo 57 SC. Va da sé che questo nuovo tipo di motorizzazioni vennero riprese dalla Tipo 57 G, sebbene in una versione più addomesticata. Nella Tipo 57 C, il motore erogava infatti 160 CV, meno della variante aspirata da 175 CV della Tipo 57 S, ma in ogni caso in grado di spuntare prestazioni velocistiche di tutto rispetto. A proposito di prestazioni, secondo diverse fonti, gli esemplari carrozzati in versione Galibier risultavano essere le berline più veloci della sua epoca. Quanto alla Tipo 57 SC, essa unì i vantaggi del telaio ribassato, accorciato, e quindi più leggero, alla sovralimentazione applicata ad un motore già potente di per sé, il che consentì il raggiungimento di potenze massime nell'ordine dei 200 CV e di superare i 200 km/h di velocità massima, in alcuni casi, a seconda del tipo di carrozzeria e della sua profilatura, si arrivava anche a 225 km/h, un dato assai notevole per una vettura sportiva di fine anni '30 del secolo scorso. La produzione della Tipo 57 SC durò solo un anno, fra il 1937 ed il 1938, mentre la Tipo 57 C venne prodotta fino alla fine del 1939, con gli ultimi esemplari consegnati nei primissimi mesi del 1940. Della Tipo 57 SC, più esclusiva e costosa, vennero prodotti 41 esemplari (alcune fonti ne dichiarano 43), mentre della Tipo 57 C la produzione ammontò a 95 esemplari.

#### Terza serie
L'arrivo della terza serie nel 1938 comportò l'eliminazione dal listino delle esclusivissime versioni S ed SC, lasciando in vendita solo le versioni a telaio standard, aspirate o sovralimentate con compressore. Le differenze rispetto alle precedenti Tipo 57 stavano ancora una volta principalmente nella meccanica, dove i freni azionati a cavo lasciarono il posto ai ben più moderni freni idraulici con impianto a due pompe freno. Questo sistema, previsto fin dall'origine in tutte le Tipo 57 terza serie, poteva essere anche montato nelle serie precedenti come secondo equipaggiamento. Esternamente, le modifiche più consistenti riguardarono i proiettori anteriori, ora semi-inglobati nei parafanghi e il paraurti anteriore sostituito da due elementi cromati separati e posti ognuno sotto un faro. Tali aggiornamenti potevano anch'essi essere montati nelle serie precedenti: ciò consentì ai proprietari di aggiornare le linee delle loro vetture, fatto che oggigiorno rende più difficoltosa l'identificazione di ogni esemplare. In ogni caso, con l'arrivo della terza serie, venne proposta dalla casa di Molsheim una quinta carrozzeria denominata Aravis e consistente in una cabriolet a due posti dalla coda pronunciata, da alcune fonti definita come un ibrido fra la Atalante e la Stelvio. La produzione della versione Aravis ammontò a 11 esemplari, di cui cinque realizzati dalla carrozzeria Gangloff per la Bugatti stessa.

#### Fine produzione
La produzione della Tipo 57 cessò nel 1939 e fu l'ultima Bugatti prodotta prima dello scoppio della seconda guerra mondiale, nonché l'ultima ad ottenere un gran successo ed una grande popolarità: al termine della guerra, la casa di Molsheim cercò di rimettersi in piedi, ma le difficoltà economiche conseguenti al conflitto e la scomparsa del patron Ettore Bugatti e di suo figlio Jean, morto prematuramente già nel 1939, non permisero all'azienda di sopravvivere. Venne prodotta solo una manciata di esemplari della Tipo 101, sempre su telaio della Tipo 57. Poi l'azienda cadde gradualmente nell'oblìo.

### Curiosità

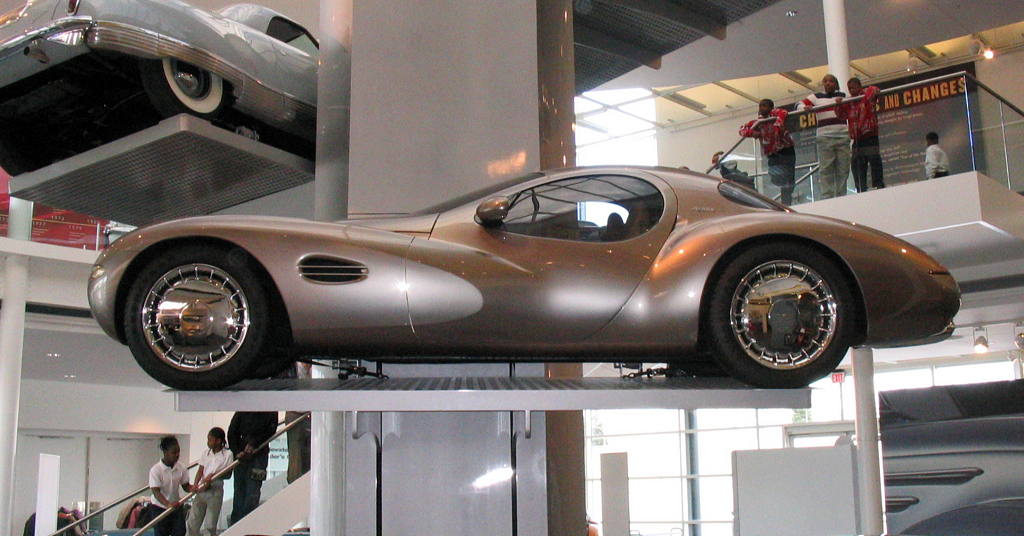
La Chrysler Atlantic

- Un esemplare di Tipo 57 venne ricarrozzata nel 1952 dallo scultore James Brown. Questa vettura manteneva inalterata la meccanica originale, ma era dotata di un corpo aerodinamico in fibra di vetro che riduceva il peso di 250 kg.[15]
- Le linee delle Tipo 57 S Atlantic e Atalante vennero riprese nel 1995 (sessant'anni dopo la produzione della prima Atalante) dalla Chrysler per la sua concept denominata proprio Atlantic;
- La Tipo 57 rimane allo stato attuale la Bugatti prodotta nel maggior numero di esemplari: a fronte dei 450 esemplari della Veyron, fa da contraltare la produzione della Tipo 57, che ammonta ad almeno 740 esemplari[12], sebbene le varie fonti siano discordi fra loro.